# Europese Federatie voor Voeding, Landbouw en Toerisme
De Europese Federatie van Vakbonden in de Voeding-, Landbouw- en Toerismesector, in het Engels European Federation of Food, Agriculture and Tourism Trade Unions (EFFAT), is een Europese koepelorganisatie van 120 vakbonden en vakcentrales die de belangen behartigt van het personeel in de voedingsindustrie, de landbouw en het toerisme in 35 Europese landen. De organisatie werd opgericht op 11 december 2000 en de hoofdzetel is gelegen in Brussel. Algemeen Secretaris is Kristjan Bragason.

## Aangesloten vakbonden en vakcentrales
Voor België zijn de ABVV-vakcentrales HORVAL, BBTK en de Algemene Centrale aangesloten. Voor het ACV zijn dat CNE-GNC, LBC-NVK en ACV Voeding en Diensten. Daarnaast is ook het ACLVB lid. Voor Nederland zijn dat respectievelijk de FNV Bondgenoten en CNV Vakmensen.